# Peramphithoe eoa
Peramphithoe eoa är en kräftdjursart som först beskrevs av Brüggen 1907.  Peramphithoe eoa ingår i släktet Peramphithoe och familjen Ampithoidae. Inga underarter finns listade i Catalogue of Life.